# Бордонес
Бордо́нес (исп. Salto de Bordones) — водопад, расположенный в национальном природном парке Пурасе в Колумбии на границе между муниципалитетами Иснос, Саладобланко и Питалитол департамента Уила. Высота составляет около 400 метров, что почти в восемь раз больше Ниагарского водопада. Водопад имеет четыре порога. Окружён высокими горами с густой растительностью.
Классифицируется как один из самых высоких водопадов в Южной Америке и самый высокий в Колумбии.